# Òpera als Països Catalans

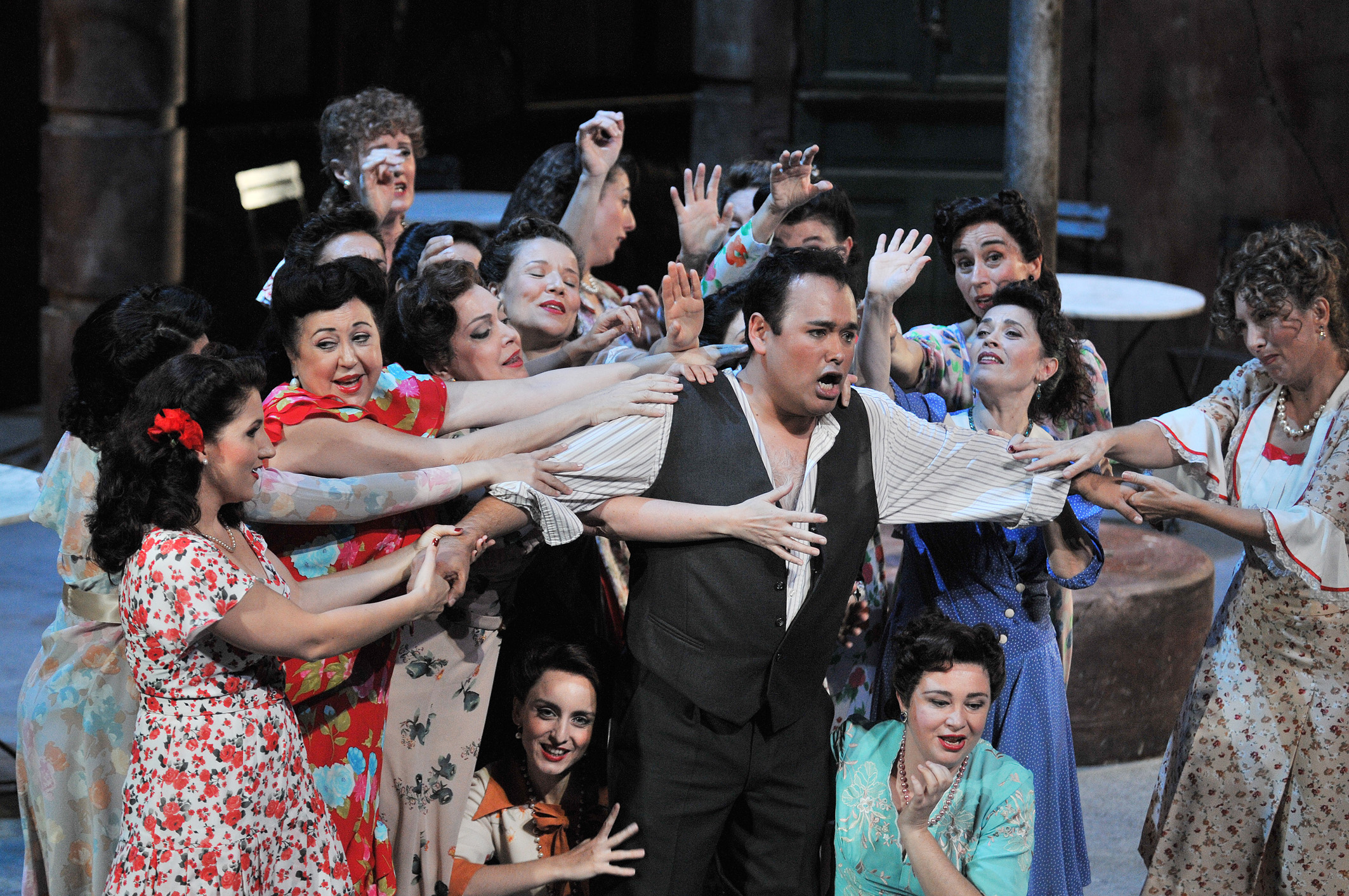
Òpera al Liceu de Barcelona, any 2012

L'òpera als Països Catalans inclou les produccions d'òpera realitzades al territori catalanoparlant.
Actualment, als Països Catalans hi destaquen Lluís Pasqual, especialment a òperes de Verdi; Núria Espert, donant valor a òperes amb protagonistes femenines, com Elektra, Carmen o Turandot; i La Fura dels Baus, que ha aportat renovació visual i d'impacte tecnològic; a més de les produccions dirigides per Calixto Bieito, sovint polèmiques, i el treball respecte al gènere que fa Carles Santos.

## A Catalunya

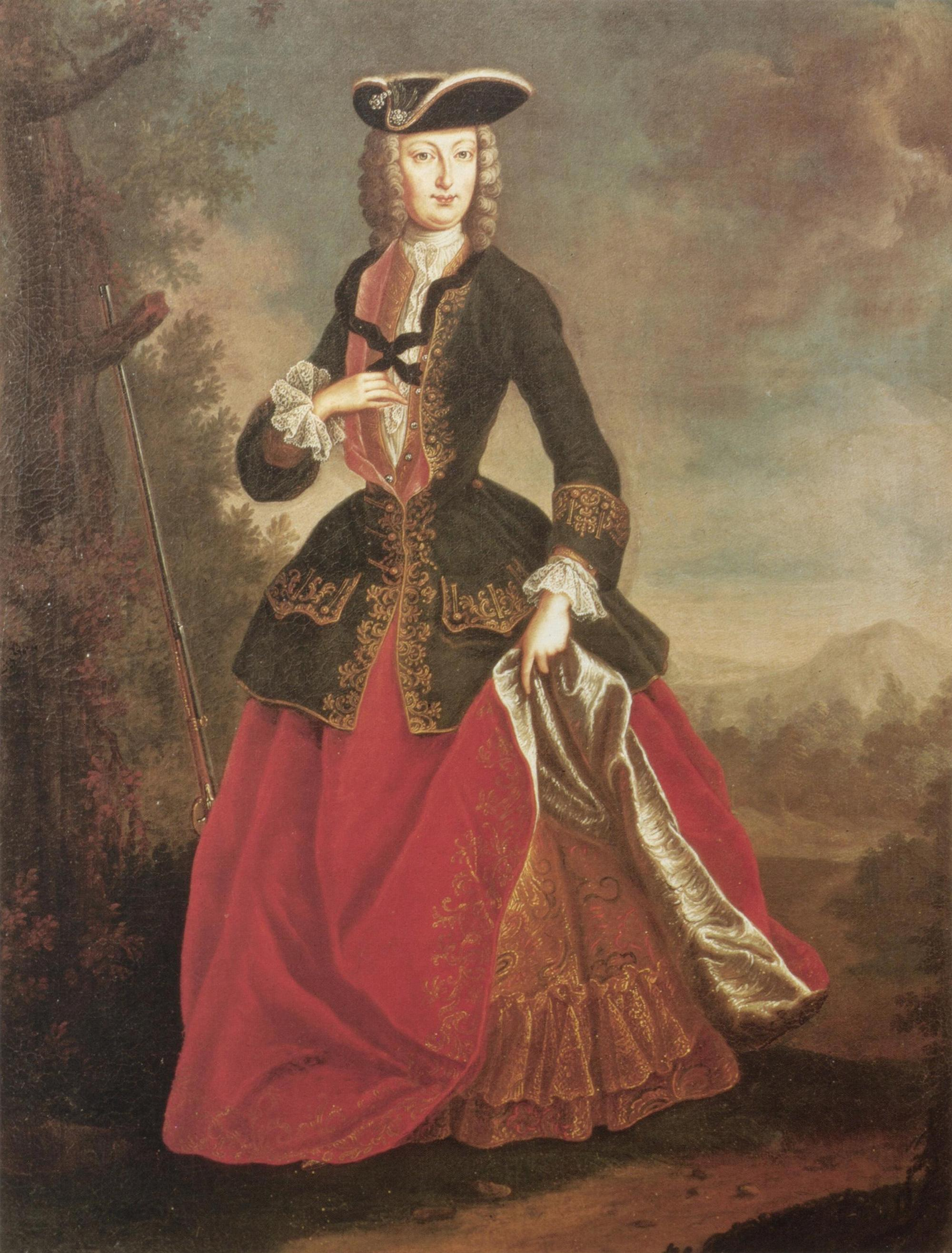
Elisabet Cristina de Brunsvic-Wolfenbüttel, comtessa de Barcelona

Catalunya comença a viure una evident decadència cultural a partir de mitjan segle XVI fins a la primera meitat del segle xix. Això fa que visqui de lluny la riquesa teatral del nou gènere que triomfava a Europa: l'òpera.
Tanmateix, el 1708, en plena Guerra de Successió Espanyola, l'aspirant al tron d'Espanya, Carles d'Habsburg s'havia traslladat a Barcelona i reconegut com a rei per les Corts catalanes. Es casà el 23 d'abril d'aquell any a Heitzing amb la duquessa Elisabet Cristina de Brunsvic-Wolfenbüttel. Per celebrar aquest esdeveniment, el 2 d'agost de 1708 el palau de la Llotja de Mar va acollir el que es pot considerar com la primera representació operística de Catalunya i la primera d'una òpera italiana a la península Ibèrica: Il più bel nome, d'Antonio Caldara. Durant aquests anys van fer-se representacions d'unes onze òperes, entre elles, dues estrenes més de Caldara.
Les representacions d'òpera, tancades al públic, es van mantenir fins que l'arxiduc va deixar Barcelona, el 1710, per tornar a Viena com a emperador Carles IV d'Àustria. Aquesta efímera esplendor s'acabà ràpidament, ja que deixà Barcelona abandonada a la seva sort que culminaria amb el fatídic 11 de setembre de 1714. A partir d'aleshores, la capital i tot Catalunya van caure en la foscor més absoluta a causa de la política venjativa del nou rei, el borbó Felip V.

### Teatre de la Santa Creu

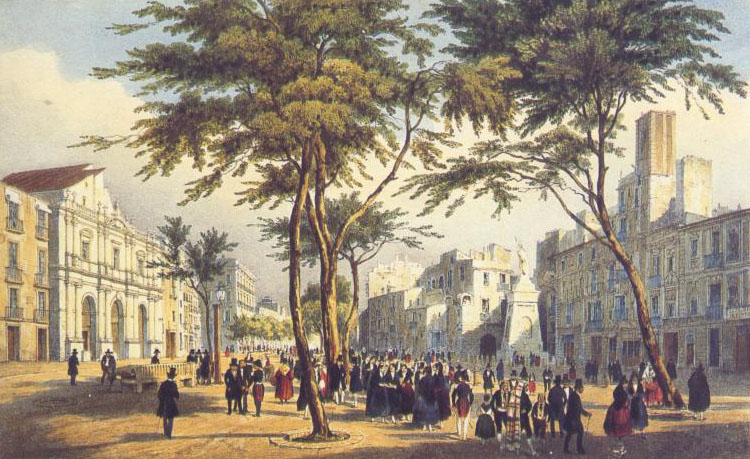
Gravat de 1830, amb la Rambla i el Teatre de la Santa Creu a l'esquerra, amb la façana anterior a la reforma de 1848

Amb tot, Barcelona tenia un teatre, el de l'Hospital de la Santa Creu, situat al capdavall de la Rambla, que funcionava des de temps de Felip II i tenia per reial ordre l'exclusivitat de fer representacions públiques a la ciutat. Santiago-Miguel de Guzmán y Spínola, el marquès de la Mina, va ser designat capità general de Catalunya i, com que havia estat un temps a Itàlia, havia pres contacte amb el gènere operístic. D'aquesta manera, va promoure l'òpera com un entreteniment per als soldats mercenaris, molts dels quals eren estrangers i amb un nivell cultural força alt, però que, en desconèixer el castellà i el català, no s'interessaven gaire per les representacions teatrals habituals a la ciutat. Per això, volent dur a Barcelona la riquesa de l'espectacle italià, va fomentar les representacions d'òpera. Va ser així com Barcelona es va erigir en un important focus líric i a partir de 1750 les temporades d'òpera hi van ser regulars, amb la presència de companyies contractades a Itàlia que hi feien estades operístiques, i ni tan sols la Guerra Civil Espanyola (1936-1939) no va poder contra la lírica barcelonina.

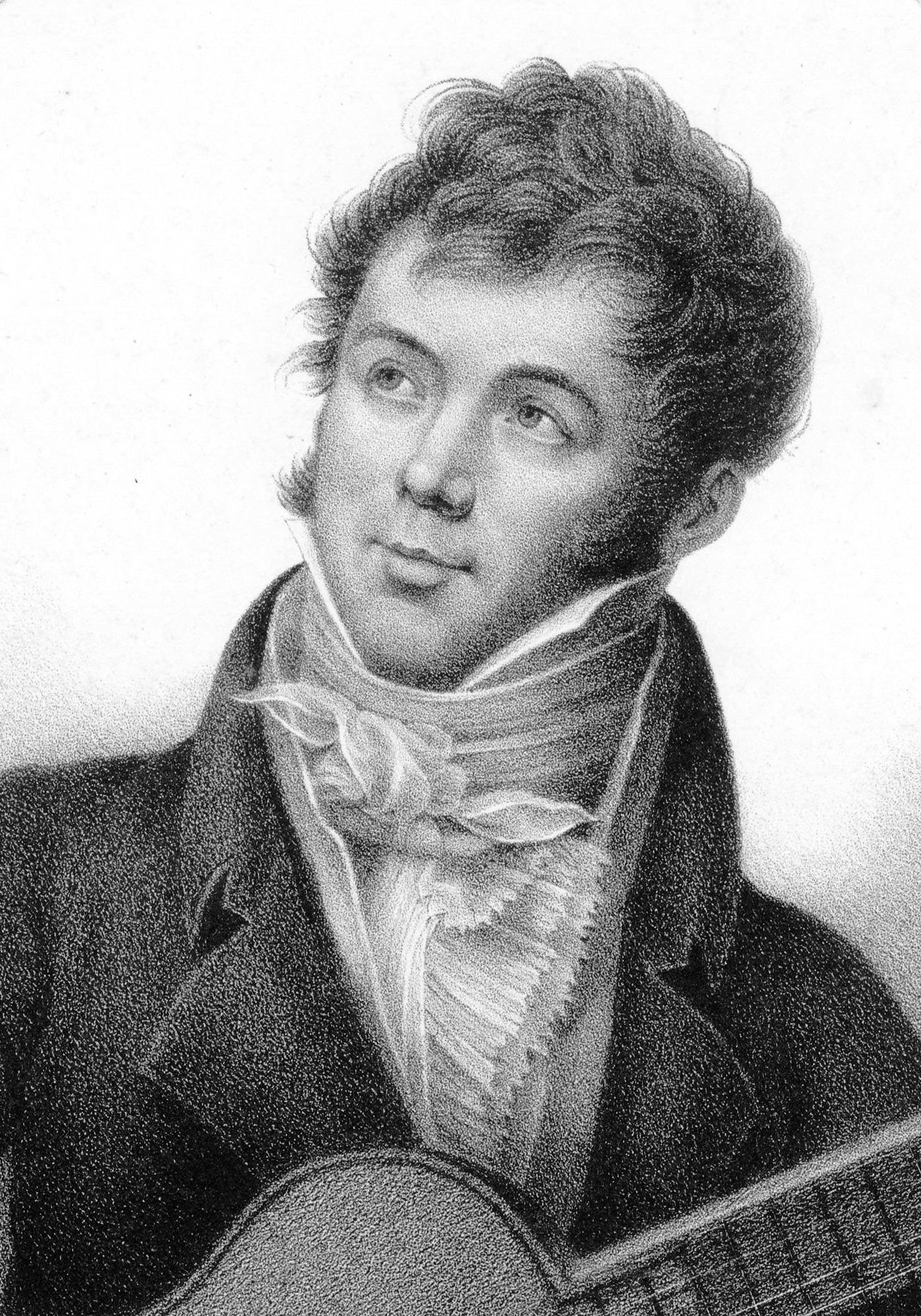
Ferran Sor

Totes les òperes eren cantades en italià, àdhuc les d'autors dels Països Catalans, com Josep Duran, deixeble de Francesco Durante a Nàpols, Vicent Martín i Soler, Carles Baguer, Ferran Sor, i tots els autors del segle XIX; alguns assoliren una gran anomenada a l'estranger, com Domènec Terradelles, un català resident a Roma, i el mateix Martín i Soler. Precisament de Terradelles és la primera òpera d'un autor català estrenada a Barcelona: Sesostri, re d'Egitto, estrenada al teatre de la Santa Creu l'agost de 1754. Josep Duran fou l'autor de la segona òpera d'autor català estrenada al país: Antigono, estrenada el 10 de juliol de 1760 també al teatre de la Santa Creu.
Al mateix teatre, el 25 d'agost de 1797, s'estrenava Il Telemaco nell'isola di Calipso de Ferran Sor, que va tenir un gran èxit. Sor, que s'havia format a l'escolania de Montserrat, tenia tan sols 19 anys quan va veure la seva òpera representada, cosa que li va permetre guanyar un lloc en el panorama d'una ciutat que ja havia vist les estrenes d'òperes de per exemple Haydn, Gluck o Hasse. Il Telemaco revela l'assumpció de l'estil italià a càrrec d'un compositor que aviat seria molt més conegut per la seva etapa londinenca, parisenca i russa com a músic de cort i especialment dedicat a la música instrumental de guitarra i el ballet.

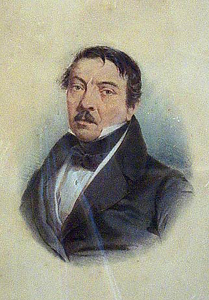
Ramon Carnicer i Batlle, pintura del Museu Comarcal de l'Urgell

A finals del segle xviii, el teatre, anquilosat, reiteratiu, moralitzant i avorrit, no satisfeia el públic i va ser substituït, en gran manera, per l'òpera. És un fet curiós i únic: l'entusiasme que l'òpera provocà a Barcelona no té paral·lel ni a Madrid.
Hom imprimia en italià el llibret de totes les òperes representades (fins a mitjan s. XIX exclusivament en italià) i la italianització fou tan profunda que els noms dels músics catalans de l'orquestra i el mateix peu d'impremta hi figuraven en italià. Barcelona es mantingué a l'avantguarda del corrent musical italià; sovint era la primera ciutat no italiana on es representaven les òperes. Hi arribaren les obres mestres de Paisiello i Cimarosa i també d'altres països, com el Così fan tutte, de Mozart (el 1798), amb unes funcions que van passar sense pena ni glòria, o l'Orfeo de Gluck (1780).
L'italianisme segueix sent un fet constant a la Barcelona del segle xix. La primera meitat està presidida per les estrenes d'òperes compositors com Ramon Carnicer, Mateu Ferrer, Baltasar Saldoni, Antoni Rovira o Eduard Domínguez, compositors que escriuen sovint sobre llibrets italians de poetes com Felice Romani, col·laborador habitual de Bellini. Després de la guerra del Francès (1808-1814), l'òpera italiana —momentàniament desbancada per la francesa— prengué un nou impuls amb l'arribada de les obres de Rossini, que influïren decisivament en Ramon Carnicer. Des del 1828 arribaren les òperes de Donizetti i des del 1830 les de Bellini, que influïren damunt músics catalans com Marià Obiols i, sobretot, Vicenç Cuyàs, d'origen mallorquí.

### Naixement del Liceu

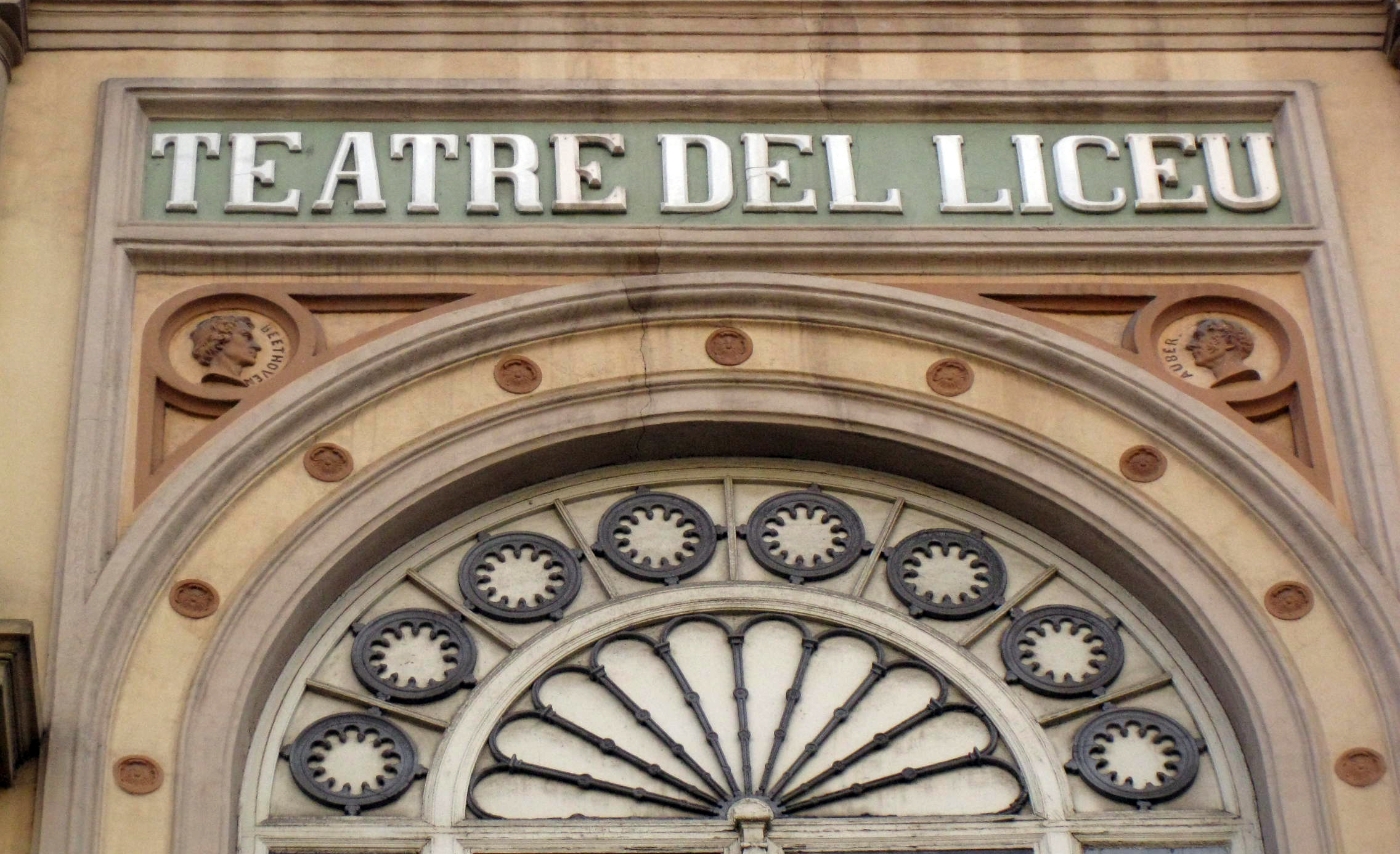
Detall de l'edifici del Liceu

A partir de 1835, el teatre de la Santa Creu perd la seva hegemonia amb la desamortització de l'any 1835 que obligava l'expropiació dels edificis religiosos i molts d'ells es reconvertirien en teatres. El liberalisme del moment va fer perdre antics privilegis i institucions benèfiques com l'hospital de la Santa Creu que tenia la tutoria del teatre van perdre la potestat de l'exclusiva a l'hora de representar comèdia, drama i també òpera. Per això van sorgir a Barcelona o en altres poblacions catalanes teatres diversos, sovint amb el de Principal per tal de distingir-los dels altres. El de Santa Creu de Barcelona, per exemple, va esdevenir el Teatre Principal per desmarcar-se de la competència d'una altra institució: el Liceu Filharmònic dramàtic, que el 1837 havia començat una tímida vida operística que culminaria el 1847 amb el trasllat de la institució a la Rambla, a l'espai deixat per l'antic convent de trinitaris i amb el nom ara de Gran Teatre del Liceu, amb conservatori inclòs.

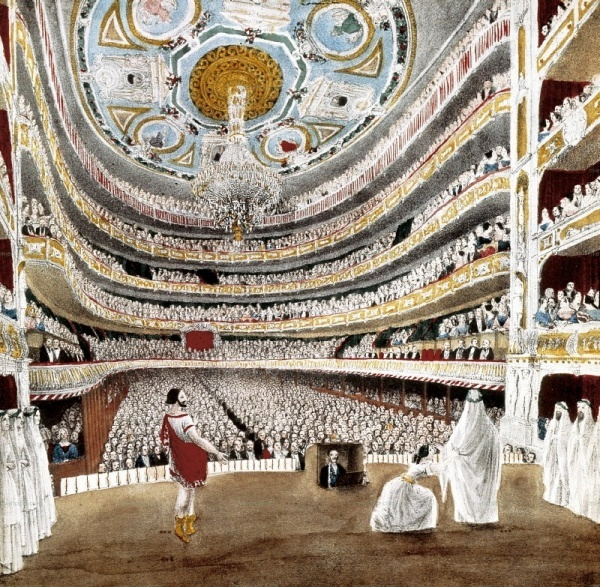
Una interpretaió de Norma al Liceu (1847)

L'any 1837 (dos-cents anys més tard de l'obertura del primer teatre d'òpera a Venècia) un batalló de la Milícia Nacional, amb el seu comandant Manuel Gibert i Sans al capdavant, creà el Liceu Filharmònic dramàtic de Montesió ubicat en un convent de monges, avui Portal de l'Àngel. La finalitat primera d'aquesta entitat era aconseguir diners per la milícia, promoure l'ensenyament musical (d'aquí el nom de Liceu) i organitzar representacions escèniques de teatre i òpera per part dels seus alumnes. Malgrat les contínues pressions del Teatre de la Santa Creu, que reclamava el seu dret d'exclusivitat de les representacions, l'activitat artística del Liceu va ser acceptada per les autoritats locals gràcies al seu vessant docent.

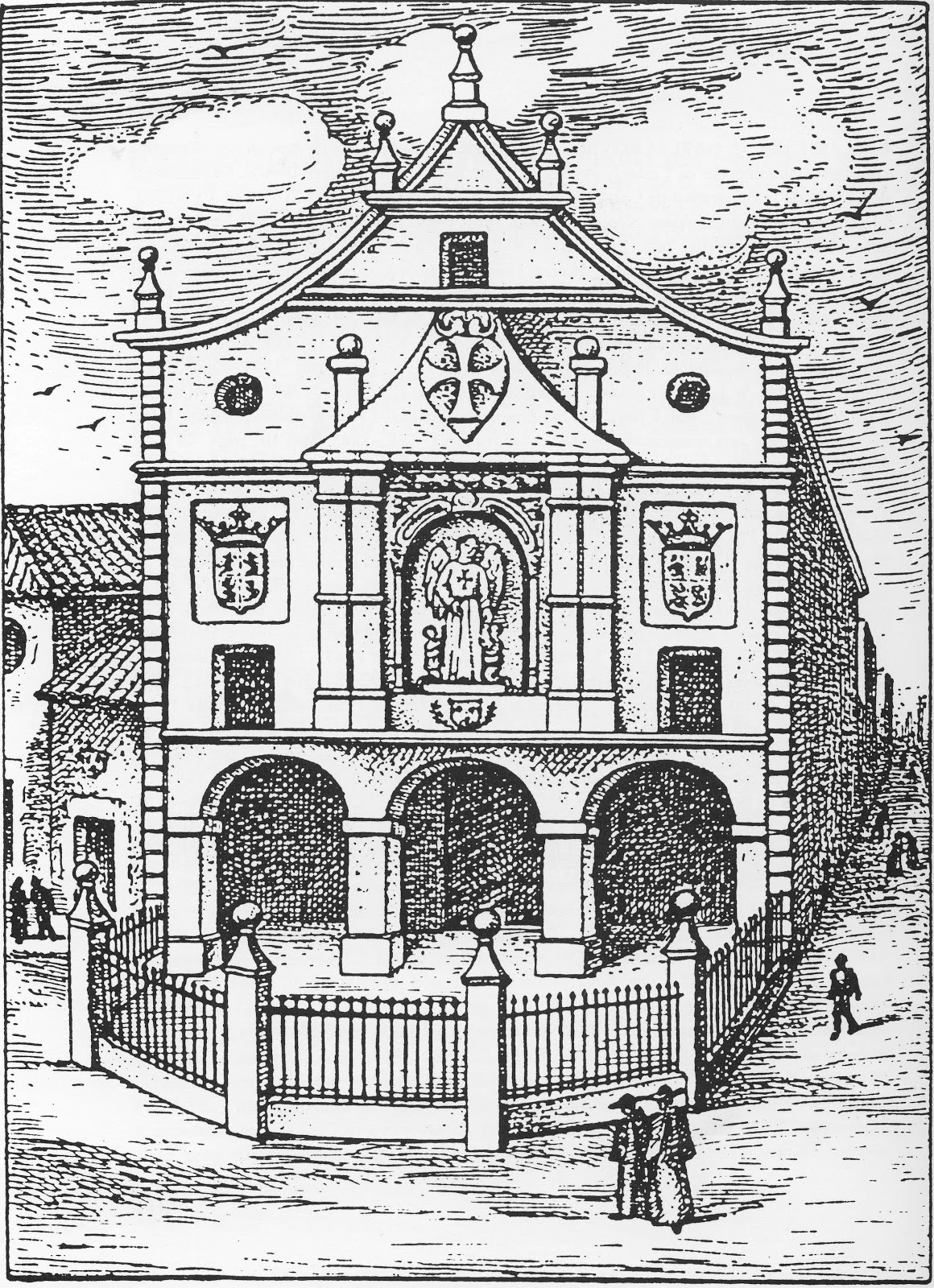
El Liceu es va aixecar al solar de l'antic Convent dels Trinitaris

La manca d'espai i la voluntat d'ampliació de la institució feren que El Liceu abandonés el Convent de Montsió per situar-se al Convent dels Trinitaris, al centre de la Rambla de Barcelona -encara emmurallades-. La monarquia es feia càrrec de la construcció i manteniment dels teatres d'òpera a la majoria de ciutats europees. A Barcelona va ser diferent, la construcció del Gran Teatre del Liceu es va haver de fer mitjançant les aportacions de la burgesia catalana, d'accionistes privats particulars, segons una estructura similar a una societat mercantil. Adquirien un "tros" de teatre amb la propietat d'unes localitats determinades per la quantitat abonada. Aquest fet condicionà fins i tot l'estructura del nou edifici, mancat, per exemple, de llotja reial.
Tant la burgesia com les classes populars crearen els organismes adients per rebre l'onada que significaria l'òpera a Catalunya. Tant el naixement del Liceu com la formació de societats corals que cristal·litzaren en la gran figura de Clavé van donar una empenta a l'ambient musical barceloní. De vegades, però, varen caure en baralles, un poc absurdes, com per exemple les famoses entre "liceistes" i "creuats", els primers defensors del recentment estrenat Liceu, i els altres del vell teatre de la Santa Creu.
La competència entre ambdós teatres donà una nova esplendor a l'òpera; a més de les obres de Verdi, Pacini i Mercadante hi aparegueren ara obres alemanyes (Weber, Nicolai, Mozart) i franceses (Meyerbeer, Gounod). Un esplet de teatres apareguts amb l'eixamplament de Barcelona, a mitjan segle xix, es dedicaren sovint a presentar òperes (sobretot òpera italiana i òpera còmica francesa), com el dels Camps Elisis, el Novetats i el Teatre Líric.
Un dels grans valors de l'època fou La Fattucchiera, de Vicenç Cuyàs, una òpera de ressonàncies clarament bellinianes que es va representar amb un èxit sense precedents al Teatre Principal en dues temporades, la de 1838-1839 i la següent. Un èxit propiciat en part per la mort prematura, amb tan sols vint-i-tres anys, del músic de Palma.

### Barcelona wagneriana

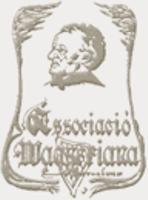
Associació Wagneriana de Barcelona

La segona meitat del segle xix, està presidida per dos noms de pes en matèria operística com són els de Verdi i Wagner, i per bé que el compositor italià va tenir una indubtable acollida a la Barcelona d'aquella època, va ser Wagner qui va marcar un abans i un després en l'esdevenir de l'òpera a Catalunya. En primer lloc en l'àmbit de l'espectacle, perquè les reformes introduïdes Wagner a nivell escènic, van arribar en forma d'apagada de llums un cop començava la funció. Tanmateix, també des de l'àmbit intel·lectual, perquè el decadentisme de la música i temes wagnerians van influir en el modernisme de gent com Joan Maragall o de Joaquim Pena, director aquest darrer de la revista Joventut i cofundador l'Associació wagneriana (1901), una entitat que va vetllar per la difusió del músic alemany amb activitats que incloïen per exemple funcions a cases particulars de fragments o de la totalitat de les òperes de Wagner, de l'estrena de Parsifal fora del Festival de Bayreuth l'any 1913 o bé edicions també dels llibrets de les seves òperes traduïts al català i pensats fins i tot per ser cantats en català.
Malgrat això, l'òpera italiana continuà gaudint de prestigi i rebé, a més, l'aportació de Puccini i altres autors de l'escola verista. També es desvetllà una inquietud entre els compositors catalans, com Jaume Pahissa i Jo, Joan Manén (que estrenà al Liceu Giovanna di Napoli (1902) i Acté (1903) i Enric Morera.

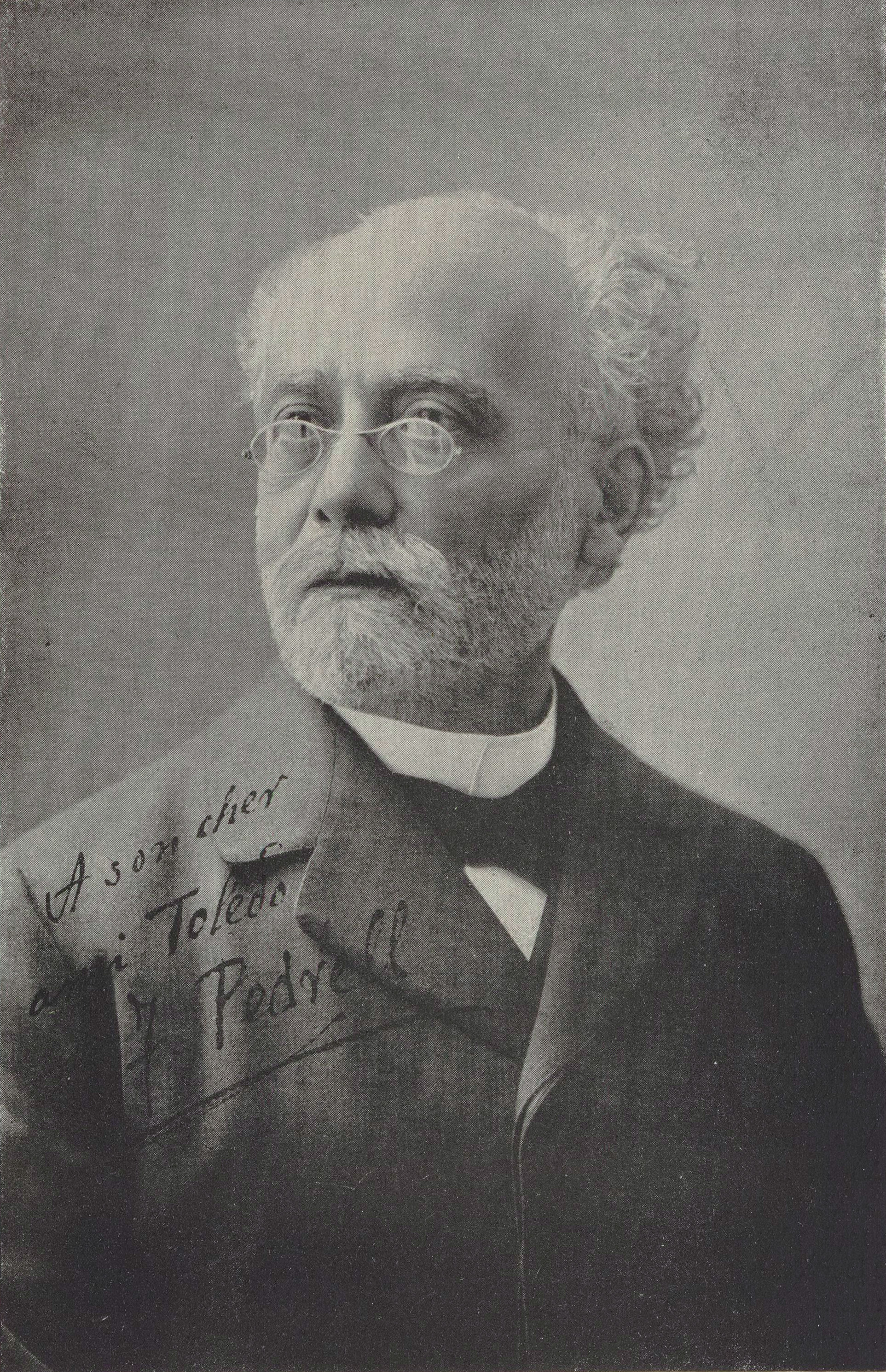
Felip Pedrell, compositor i pedagog que apareix com a mestre a una gran quantitat de biografies de compositors catalans de l'època

El cromatisme wagnerià de pàgines com Tristany i Isolda va influir en compositors catalans com ara el tortosí Felip Pedrell, autor de La Celestina, una òpera de 1904 però no estrenada en la seva totalitat sinó només fragmentària i que revela la fascinació que exercia Wagner en els compositors catalans. Eren moments de nacionalisme cultural amb l'ombra de Pedrell projectant-se per exemple per damunt de Manuel de Falla, compositor andalús admirador de Pedrell i que parlava de La Celestina com una peça fonamental del teatre líric català. Catalunya no ha aportat gaire al món de l'òpera pel que fa a la composició. També feren incursions al món operístic noms com Isaac Albéniz (1860-1909), Enric Granados (1867-1916) i Amadeu Vives (1871-1932).

### Escola escenogràfica catalana

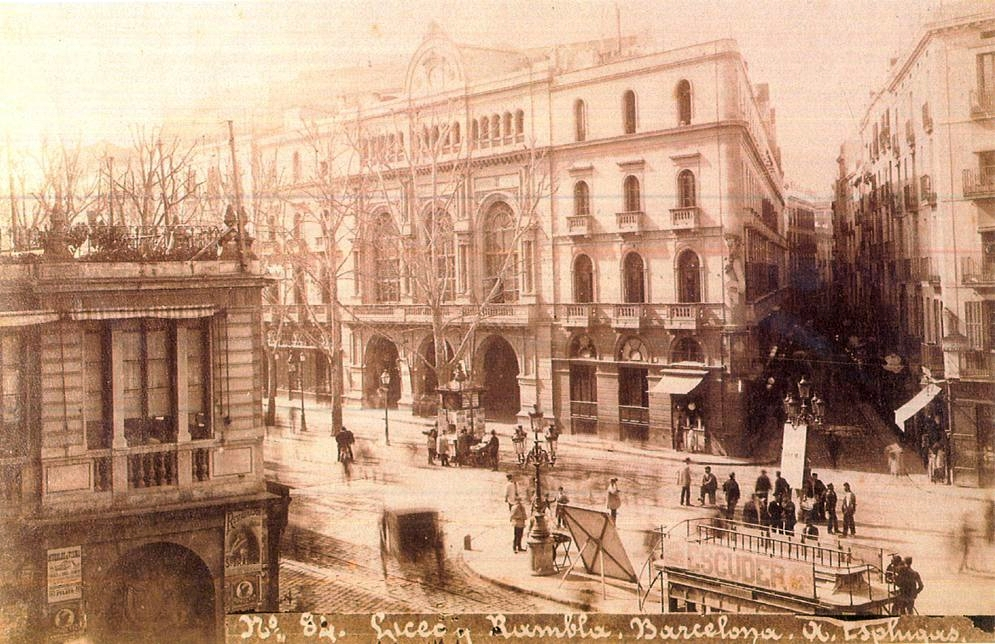
El Liceu l'any 1870

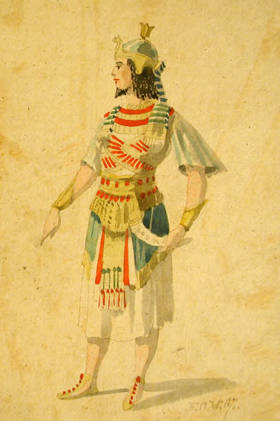
Figurí per a l'òpera Aida al Liceu de Barcelona el 1877

A la fi del segle xix es consolida a Barcelona una escola d'escenografia que desenvolupa al Liceu gran part de la seva activitat. La seva importància creixerà fins a mitjans del segle xx. Els noms més significatius són els de Francesc Soler i Rovirosa (1836 - 1900), Maurici Vilomara (1848 - 1930) i Salvador Alarma (1870 - 1941). Autors d'espais admirablement naturals, d'una textura pictòrica densa i delicadament subtil, que utilitzen perspectives enganyoses. L'última figura cabdal de l'escola d'escenografia realista és la de Josep Mestres Cabanes (1898 - 1990).
La neutralitat espanyola en la Primera Guerra Mundial (1914-1918) va permetre a la burgesia tèxtil catalana una espectacular acumulació de capital motivada pels proveïments als bel·ligerants. Són els feliços anys 20. El Liceu, consolidat com a teatre de referència, acull els grans directors d'orquestra de l'època i rep l'inèdit repertori eslau. L'estrena, el 20 de novembre de 1915, de l'òpera Borís Godunov, de Modest Mússorgski, marca l'inici de l'esplendor de l'òpera russa al Liceu. La presència de companyies russes exiliades de ballet, com els Ballets Russos de Sergei Diaghilev -que havien incorporat les avantguardes artístiques i plàstiques- i d'òpera, permeté la presentació d'obres que crearen un fort interès per la música russa. El gust per l'orientalisme i la força d'unes òperes en les quals el poble, representat per la figura del cor, n'és el màxim protagonista, van impactar al públic català.
L'empresari Joan Mestres i Calvet maldà, d'altra banda, per introduir també les òperes de Mozart al repertori habitual. Després de la guerra civil, la vida operística del Principat restà reduïda a les temporades anuals del Liceu i a alguna iniciativa privada, com les representacions del C.F. Junior. L'empresari Joan Antoni Pàmias assolí, al Liceu, un cert eclecticisme amb la incorporació d'algunes mostres d'òpera contemporània i d'obres històriques recuperades arran de la nova atenció dispensada al bel canto a Europa i als EUA després del 1945.
Catalunya ha tingut compositors d'òperes que han anat des del neoclassicisme noucentista com per exemple d'un Eduard Toldrà amb El giravolt de maig fins a les propostes metaoperístiques de Carles Santos amb Asdrúbila, La meua filla sóc jo, o Sama Samaruck Suck Suck, però potser el que ha identificat de més a la vora la vida operística a Catalunya hagi estat el planter d'intèrprets amb figures internacionals com Francesc Viñas, Mercè Capsir, Conxita Supervia, Victòria dels Àngels, Montserrat Caballé, Jaume Aragall, Josep Carreras o recentment Josep Bros.
D'altra banda, a partir de la desaparició del Teatre Principal des de finals del segle xix, el Gran Teatre del Liceu ha abanderat una brillant trajectòria que li ha permès ser l'espai natural per a cantants internacionals. Sense oblidar les propostes de catalans en anglès com Robert Gerhard i Lleonard Balada, noms propis amb una considerable quantitat d'obra, no sempre estrenades com seria el cas de Josep Soler, als quals caldria afegir també el d'Albert Sardà, Joan Guinjoan, Xavier Benguerel, Xavier Montsalvatge o més recentment Alberto Garcia Demestres, que el desembre de 2007 estrenà Joc de mans.
També cal destacar iniciatives descentralitzades del nucli barceloní com ara la dels Amics de l'Òpera de Sabadell projectant òperes arreu de Catalunya, o bé festivals amb un cert esperit d'avantguarda com El Festival d'òpera de butxaca i noves creacions que ha propiciat l'emergència de títols de per exemple Joan Albert Amargós.

## Al País Valencià

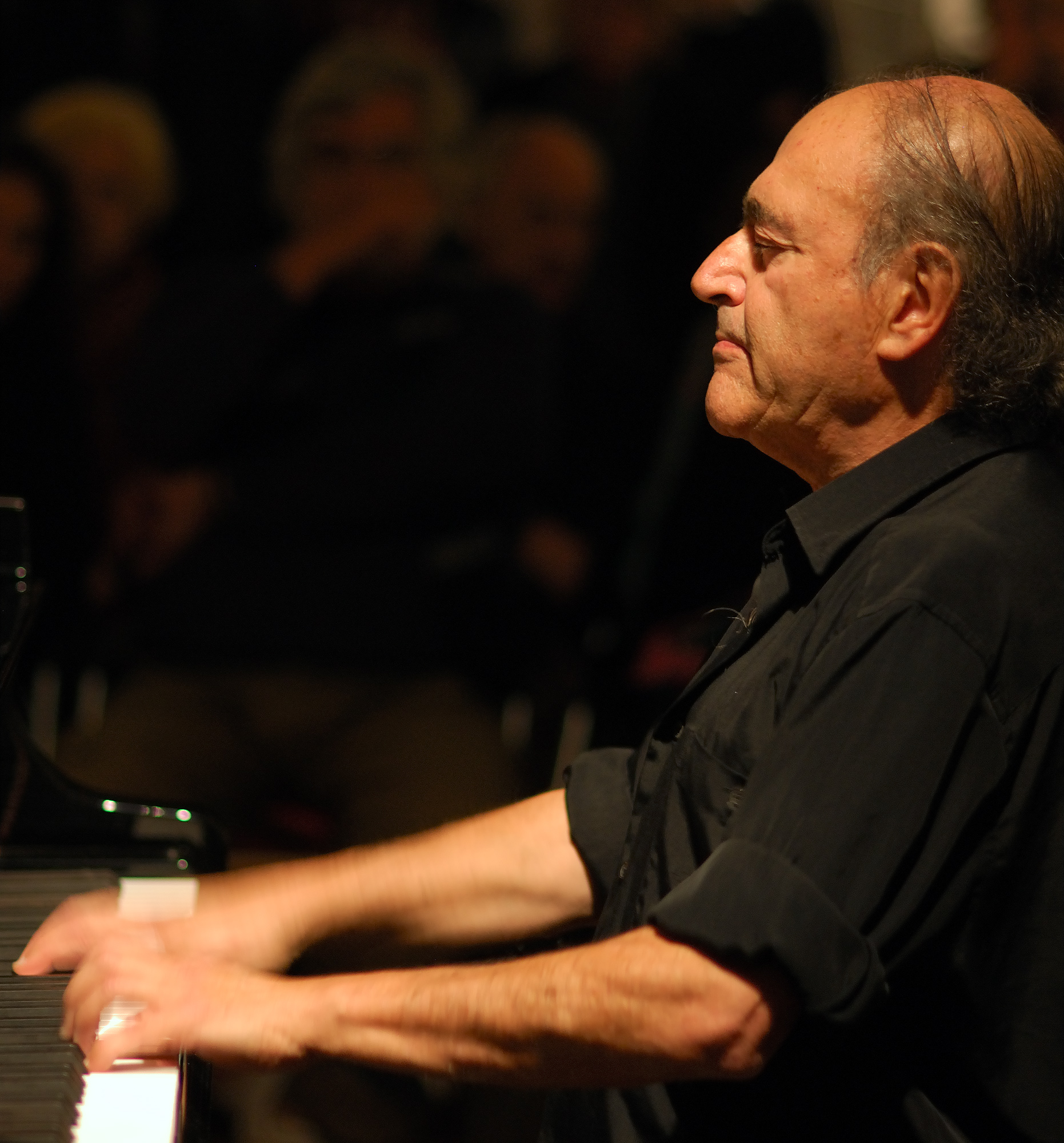
Carles Santos, Berlin 2007

Al País Valencià les primeres òperes foren interpretades al palau del Real de València, per iniciativa del capità general príncep de Campoflorido, els anys 1727 i 1728. Des de llavors se'n representaren al Corral de l'Olivera i més tard a la Botiga de la Balda. El repertori fou bàsicament italià, juntament amb sarsueles i tonadillas; cal destacar les representacions de La Clementina, de Boccherini el 1796. Al segle xix hom representà òperes còmiques franceses i aparegueren les òperes de Rossini, que decantaren definitivament el gust per l'òpera italiana. El Teatre Principal de València, d'Alacant i de Castelló de la Plana, fou el nucli principal d'activitat. La influència wagneriana al País Valencià no assolí la importància del Principat. Després d'una etapa d'activitat esporàdica, el Teatre Principal presenta, des del 1970, una temporada anual d'òpera de categoria internacional.
El 9 d'octubre de 2005 es va inaugurar el Palau de les Arts, Òpera de València, sota la direcció artística de Helga Schmidt. El Palau de les Arts - seu de l'Orquestra Simfònica Valenciana amb direcció musical de Lorin Maazel- tendeix a especialitzar-se en la producció d'òperes la direcció d'escena de les quals és realitzada per cineastes internacionals. Dos exemples d'aquest fet són les produccions Carmen de Georges Bizet (direcció d'escena de Carlos Saura, temporada 2007-2008) i Parsifal de Richard Wagner (direcció d'escena de Werner Herzog, temporada 2008-2009).
En composició contemporània destaca especialment l'artista del Baix Maestrat Carles Santos Ventura, la major aportació a l'òpera del qual és l'òpera-circ "Sama Samaruck suck suck" (2002).
Les veus més reconegudes són les del tenor alacantí Antonio Gandía i el tenor valencià Vicente Ombuena (tots dos guanyadors del Concurs Internacional Francesc Viñas de Barcelona) i les sopranos valencianes Ana María Sánchez i Silvia Vázquez.

## A les Illes Balears

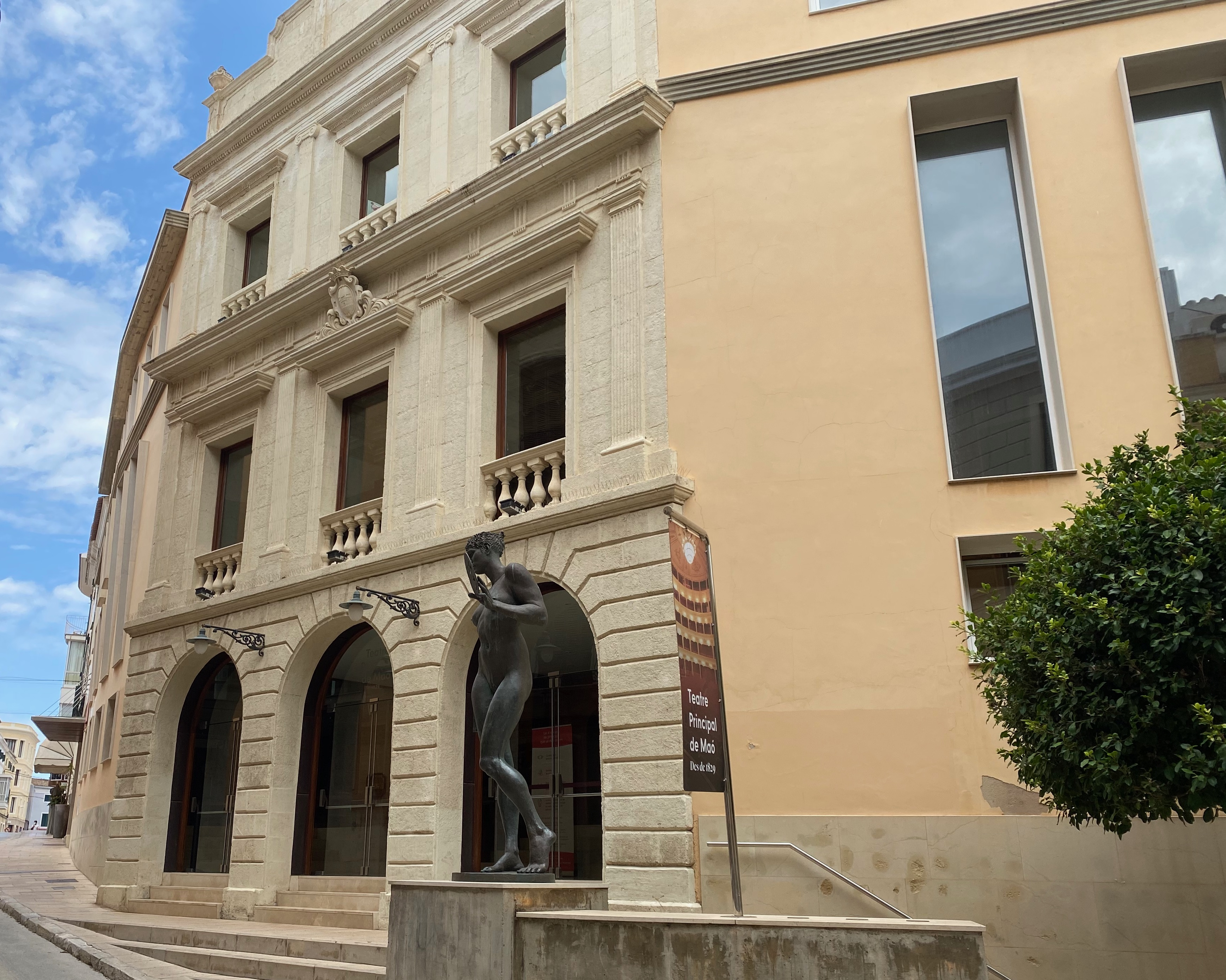
Teatre Principal de Maó

A Mallorca el conreu de l'òpera estigué predominantment orientat vers l'òpera italiana, que anà minvant al segle xx. Clausurat el Teatre Principal de Palma, hom fa representacions ocasionals a l'Auditòrium de Palma.
A Menorca durant l'ocupació anglesa s'hi desvetllà també l'interès per l'òpera (el 1756 hi fou representada The Beggar's Opera, de Johann Christoph Pepusch) i hi perdurà, centrat en el Teatre Principal de Maó, fins a l'actualitat, en què se celebren anualment representacions d'òpera italiana.